# Vinicius Silvestre
Vinicius Silvestre Costa, mais conhecido como Vinicius Silvestre, (Guarulhos, São Paulo, 28 de março de 1994), é um futebolista brasileiro que atua como goleiro. Joga pelo Fortaleza.

## Carreira

### Palmeiras
Vinicius chegou ao Palmeiras em 2006. Foi destaque da conquista da Copa Rio Sub-17 de 2011 ao defender um pênalti na decisão da competição. Em 2013, chamou a atenção novamente no Campeonato Brasileiro Sub-20, quando teve um ótimo desempenho e, na semifinal contra o Grêmio, aparou uma penalidade que levou o Palmeiras à final. O jovem goleiro ainda salvou pênaltis ao longo da Copa do Brasil Sub-20 e Brasileiro Sub-20 de 2014.
Com diversas convocações para a Seleção Brasileira Sub-15, o arqueiro formado na tradicional Academia de Goleiros do clube chegou a viajar com a delegação alviverde em meio à disputa do Brasileiro Série B de 2013, permanecendo no banco de reservas.
O goleiro fez sua estreia pela equipe profissional do Palmeiras em 2016, em partida contra o Santos na Vila Belmiro, pelo Campeonato Brasileiro. O titular Jailson havia levado o terceiro cartão amarelo na partida anterior e estava suspenso.

#### Empréstimo à Ponte Preta
Em dezembro de 2017, foi emprestado à Ponte Preta. Dias depois, seu contrato com o Palmeiras, que iria até maio de 2019, foi renovado até dezembro de 2021.

#### Empréstimo ao CRB
Foi anunciado o seu empréstimo ao CRB em dezembro de 2018. Após ser reserva de Edson Mardden e Fernando Henrique, Vinícius fez sua estreia em agosto de 2019, contra o Atlético Goianiense, onde foi o grande destaque da vitória do CRB por 1 a 0. Se tornou titular absoluto e um dos grandes destaque do clube alagoano na Série B, fazendo 12 jogos até fraturar o dedo da mão esquerda e ter que passar por cirurgia.

#### Retorno ao Palmeiras
Retornou ao Palmeiras em novembro de 2019, e foi integrado ao elenco principal, com a saída de Fernando Prass. Voltou a jogar pelo Palmeiras em fevereiro de 2021, contra o Coritiba pelo Campeonato Brasileiro, quando o Palmeiras atuou com um time reserva.
No início da temporada de 2021, Vinicius ganhou minutos sendo utilizado como titular no Campeonato Paulista. Teve seu contrato renovado em abril do mesmo ano, assinando um contrato até o fim de 2024.

## Títulos
Palmeiras
- Campeonato Brasileiro - Série B: 2013
- Copa do Brasil: 2015 e 2020
- Campeonato Brasileiro: 2016 , 2022 e 2023
- Campeonato Paulista: 2020, 2022 e 2023[13]
- Copa Libertadores da América: 2020 e 2021
- Recopa Sul-Americana: 2022
- Supercopa do Brasil: 2023[14]

Ponte Preta
- Campeonato Paulista do Interior: 2018

Palmeiras (Sub-17)
- Copa Rio Sub-17: 2011